# 하음의 변
하음의 변(河陰의 變)은 영태후의 독살사건으로 발생한 쿠데타였다.
어린 효명제(孝明帝)을 대신해 섭정한 영태후(靈太后)는 정치를 하면서 불교에 심취해 전국에 사탑을 건립하여 재정을 어지럽혀, 국내에 도적이 봉기하고, 그동안 누적된 한화 정책에 대한 선비족의 불만은 524년 6진의 난을 초래하여 북위 멸망의 원인이 되었다.
영태후는 효명제를 독살하고 후계자를 세우지만 6진의 난의 진압과정 중 대군벌으로 성장한 산서성 삭현 지방의 흉노족 이주영(爾朱榮)이 군대를 이끌고 낙양(洛陽)에 들어와 효장제(孝莊帝)를 옹립했다. 이주영은 528년 태후와 후계자를 황허 강에 던져버리고, 승상 이하 대신 1,000명을 처형했다.